# Villenavotte
Villenavotte is een gemeente in het Franse departement Yonne (regio Bourgogne-Franche-Comté) en telt 190 inwoners (2005). De plaats maakt deel uit van het arrondissement Sens.

## Geografie
De oppervlakte van Villenavotte bedraagt 2,2 km², de bevolkingsdichtheid is 86,4 inwoners per km².
De onderstaande kaart toont de ligging van Villenavotte met de belangrijkste infrastructuur en aangrenzende gemeenten.

## Demografie
Onderstaande figuur toont het verloop van het inwonertal (bron: INSEE-tellingen).